# Кальянный рэп
Кальянный рэп (также кальян-рэп, кальян-поп) — уникальный жанр, который родился и распространился на территории бывшего СССР в конце 2010-х годов.
Само словосочетание «кальянный рэп» было популяризовано Bahh Tee, главой лейбла Atlantic Records Russia. Чётких признаков жанр не имеет. По утверждению журналиста газеты «Коммерсантъ» Бориса Барабанова, это направление было одним из самых «главных» стилей в России в 2019 году.
Одним из первопроходцев в данном жанре является Jah Khalib, получивший известность благодаря песням «Лейла», «Медина» и др, но при этом сам называет направление кальян-попсой, а не рэпом[значимость факта?].

## Исполнители
• Егор Крид
- Andro[6][7]
- Bahh Tee[6][8][9]
- CYGO
- El'man
- HammAli & Navai[6][7][8][9][10]
- Idris & Leos[11]
- Jony[6][7][8][9]
- Jah Khalib[8]

- Ramil'
- Ганвест
- Эмиль ака Чепуха и Дэн
- Macan

## Характерные черты
Для музыки, к которой применяется термин, характерны следующие черты (ни одна из них не является необходимой и достаточной, кроме первого пункта):
- Кальянный рэп исполняется на русском языке;
- Для исполнителей характерно наличие кавказского, среднеазиатского и вообще восточного акцента, либо намеренной его имитации;
- Вокальная линия исполняется с максимально невнятной дикцией и большим количеством питч-коррекции;
- Характерно наличие восточной мелодики, характерной для арабской музыки. В некоторых треках отмечается использование латиноамериканской музыки (реггетон);
- В музыке также характерно использование традиционных хип-хоповых битов. В ряде треков тем не менее используется прямая бочка;
- Речитатив в кальян-рэпе звучит, как правило, мягче, в стилистике отмечается влияние такого жанра, как мейхана;
- Также в ряде треков отмечается наличие чистого вокала в стилистике, схожей с соулом;
- Тематика песен несхожа с традиционным хип-хопом и нехарактерна для него. Как правило, это темы, характерные для поп-музыки в целом: неразделенная любовь, мечты о счастье. В некоторых треках отмечается романтика «клубной» жизни. В целом, тематика текстов достаточно разнообразна.